# Chitterlings

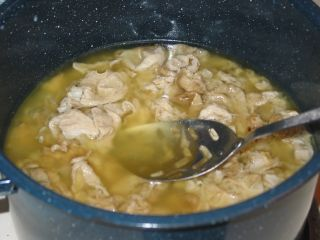
Chitterlings in Brühe

Chitterlings (nach der Aussprache auch Chitlins oder Chittlins geschrieben, seltener  euphemistisch Kentucky Oysters (Austern Kentucky Art)) ist ein Gericht des Soul Food in den USA. Es besteht aus gekochtem und/oder frittiertem Schweinedarm und gilt als prägendes Gericht dieser Küche, denn Innereien erfahren in der Küche der Vereinigten Staaten sonst Ablehnung.

## Zubereitung
Dünndarm vom Schwein wird sorgfältig gereinigt und gekocht, danach oft noch gebraten oder mit oder ohne Panierung frittiert. Obwohl die Chitterlings teilweise gereinigt verkauft werden, ist die Reinigung wichtiger Bestandteil der Zubereitung und erfordert einen erheblichen Zeit- und Arbeitsaufwand, da es oft nötig ist, mehrere Stunden lang Verunreinigungen mit der Hand abzuziehen, wobei auch mehrfach gewässert wird.  Dabei verringert sich das Gewicht des tatsächlich zu verzehrenden Gerichts auf die Hälfte des Gekauften. Gerade bei der Reinigung muss sorgfältig vorgegangen werden, da sonst eine Infektion mit Escherichia coli, Yersinia enterocolitica oder Salmonellen droht. Insbesondere kommen immer wieder lokale Yersiniose-Ausbrüche durch verunreinigte Chitterlings vor.
Auch nach der Reinigung sind Chitterlings berüchtigt für den Geruch, den das Gericht ähnlich wie Pansen bei der Zubereitung verbreitet, so dass sie früher oft im Freien gekocht wurden und auch heute noch viele Menschen das Haus während der Zubereitung verlassen, wenn Chitterlings auf dem Speiseplan stehen. Der Geruch ist auch einer der Hauptgründe, warum Chitterlings in den meisten Haushalten gar nicht auf den Tisch kommen. Inzwischen werden gereinigte, kochfertige Chitterlings auch als Tiefkühlware in einigen Supermärkten in den USA angeboten.

## Geschichte
Während Chitterlings immer noch ein typisches Gericht des Soul Food sind, hat ihre Verbreitung als Alltagsgericht in den letzten Jahrzehnten stark abgenommen. Vor dem Bürgerkrieg bekamen Sklaven in den Südstaaten oft die am wenigsten begehrten Teile vom Schwein nach der Schlachtung, wobei insbesondere Hog Haws (Füße) und Hog Maws (Magen) für die Küche prägend waren. Mangels Alternativen wurden die Innereien so ein wichtiger Bestandteil der Fleischküche, wobei es half, dass es in Westafrika noch üblich war, alle essbaren Teile eines Tiers zu verwerten. Da das Schlachten meist erst im Dezember stattfand und die Innereien zu den leicht verderblichen Teilen des Schweins gehören, etablierten sich Chitterlings als typisches Winteressen.

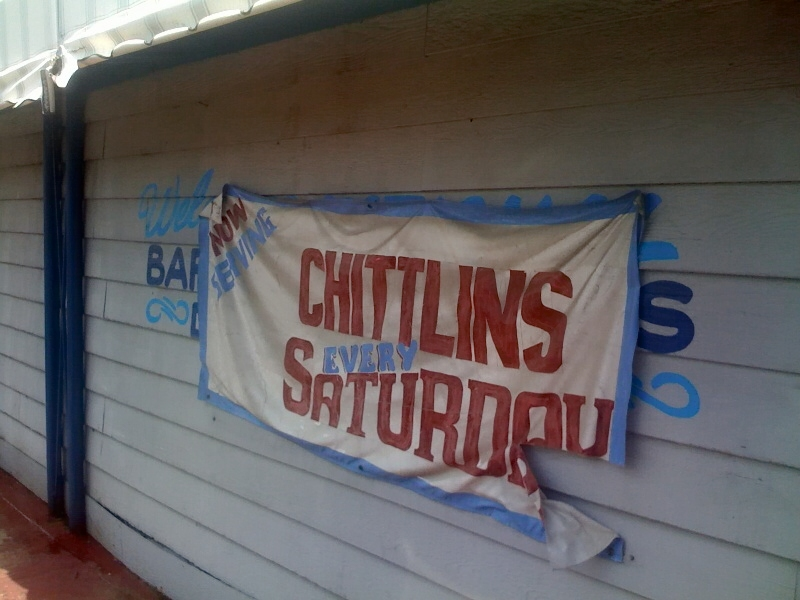
Werbung eines Soul-Food-Restaurants in Memphis, Tennessee, für dessen regelmäßiges Chitterlings-Angebot („jeden Samstag“)

Eine Renaissance erlebten sie in den 1960er- und 1970er-Jahren, als die Black-Power-Bewegung sich über weitere Teile der Gesellschaft auszubreiten begann und Soul Food dadurch en Vogue wurde. In dieser Zeit konzentrierte sich die öffentliche Wahrnehmung dieser Küche auf die Chitterlings – ihre Assoziation mit Dreck und Ausscheidungen erlaubte es Weißen, ihre Vorurteile über „dreckige Schwarze“ bestätigt zu finden, ebenso wie es den Protagonisten der afroamerikanischen Emanzipation erlaubte, sich über weiße Vorstellungen von „Reinheit“ lustig zu machen. Chitterlings galten selbst zu dieser Zeit, als Soul Food auch bei der weißen Elite als salonfähig galt, als Abgrenzungsmerkmal, da nur die wenigsten Weißen ihren Ekel gegen das Gericht überwinden konnten.
Die kulturelle Bedeutung, die das Gericht auch für das Selbstverständnis der ehemaligen Sklaven erhielt, zeigt sich auch darin, dass im 20. Jahrhundert die Clubs, die Blues- und Jazzmusikern offenstanden, als Chitlin’ Circuit bekannt waren. Einer der Teilnehmer, der Blues-Musiker Mel Brown, nannte sein Greatest-Hits-Album dann auch Eighteen Pounds of Unclean Chitlins and Other Greasy Blues Specialities. In den Südstaaten gab es mehrere exklusive Chitterlings-Esser-Clubs wie den Royal Order of Chitlin Eaters of Nashville, Tenn. oder die Happy Chitlin Eaters of Raleigh, N. C. Seit 1996 findet in Salley, South Carolina das Chitlin’ Strut statt, zu dem bis zu 70.000 Besucher kommen. Heute werden Chitterlings vor allem als Teil einer größeren Mahlzeit an Neujahr gegessen, wobei auch Weihnachten und Thanksgiving beliebte Anlässe sind, um sie zu servieren. Geschätzt wird der milde Geschmack sowie die sehr zarte Konsistenz.

## Weitere Bedeutungen
Im Englischen des 18. Jahrhunderts wird der Begriff Chitterling ebenso für Kalbsdarm verwendet (Calf’s Chitterlings). Die Verwendung in diesem Sinne ist belegt durch die Kochbücher The Lady’s Companion: Or, An Infallible Guide to the Fair Sex von 1743 sowie durch das 1747 erstmals erschienene Art of Cookery Made Plain and Easy von Hannah Glasse.